# Naruto-kapitler (Del II, bind 49–72)
Handlingen i Naruto-mangaserien, skrevet og illustreret af Masashi Kishimoto, er inddelt i to; Den anden halvdel er kendt som Del II Serien omhandler den titulære Naruto Uzumaki, der ønsker respekt og anerkendelse fra de andre landsbyboere i hans landsby Konohagakure, og han drømmer om at blive Hokage, landsbyens overhoved, for at opnå dette. Del II begynder to et halv år efter konklusionen på Del I med at ninjaen Naruto vender tilbage til Konohagakure efter at have været af sted for at træne med sin læremester Jiraiya i den tid. Som han vender tilbage, fortsætter han sin stræben efter at overbevise sin ven Sasuke Uchiha om at vende tilbage til Konohagakure, efter at han forlod byen i søgen på hævn.
Narutos kapitler blev udgivet enkeltvist is Shueishas magasin Weekly Shonen Jump og senere samlet i tankobon-bind med ekstramateriale. Mangaserien blev først trykt i magasin nr. 43. fra 1999, hvorefter Del II debuterede i magasin nr. 19 fra 2005. Bind 49 blev udgivet den 4. januar 2010, og serien konkluderede med bind 72 den 4. februar 2015.
En animeadaptation af Del II, produceret af Studio Pierrot og TV Tokyo, havde premiere den 15. februar 2007 på TV Tokyo under navnet Naruto: Shippuden (NARUTO -ナルト- 疾風伝 Naruto: Shippūden). Afsnittene begyndte at blive sendt lige efter konklusionen på den originale Naruto-animeserie, der havde i noget tid havde bestået filler for at lade mangaserien få et forspring.
Naruto er i Danmark blevet udgivet af Carlsen, som udgav det første bind i 2006. Carlsen valgte i 2013 at droppe serien efter at have udgivet dets 55. bind. Serien er derfor aldrig blevet færdigudgivet på dansk.

## Bind
| 1. "Enter the Gokage...!!" (五影登場...!! "Gokage tōjō...!!") 2. "Links...!!" (繋がり...!! "Tsunagari...!!") 3. "Naruto Heads Out...!!" (ナルト出発...!! "Naruto shuppatsu...!!") 4. "The Gokage Summit Commences!!" (五影会談、開幕...!! "Gokage kaidan, kaimaku...!!") 5. "The Great Gokage Debate...!!" (五影の大論戦...!! "Gokage no daironsen...!!") 6. "Sakura's Resolve!!" (サクラの決意!! "Sakura no ketsui!!") 7. "Trapping Sasuke...!!" (サスケ包囲網...! "Sasuke hōimō...!") 8. "Kumogakure vs. Taka!!" (雲隠れVS“鷹”!!) 9. "Sasuke's Shinobi Way...!!" (サスケの忍道...!! "Sasuke no nindō...!!") 10. "Sasuke vs. Raikage!!" (サスケVS雷影!!) |

| 1. "The Power of Darkness...!!" (闇の力...!! "Yami no chikara...!!") 2. "The Summit Hall Attacked!" (会談場襲撃! "Kaidanjō shūgeki!") 3. "The Great Battle in the Sealed Room!!" (密室の大攻防戦!! "Misshitsu no daikōbōsen!!") 4. "Declaration of War" (宣戦 "Sensen") 5. "Eight Tails and Nine Tails" (八尾と九尾 "Hachibi to Kyūbi") 6. "The Confession!!" (サクラの告白!! "Sakura no kokuhaku!!") 7. "Killer Bee vs. Kisame!!" (キラービーVS鬼鮫!! "Kirābī VS Kisame!!") 8. "Eight Tails Version 2!!" (八尾、バージョン2!! "Hachibi, Bājon Tsū!!") 9. "Water Prison Death Match!!" (水牢の死闘!! "Suirō no shitō!!") 10. "Bro" (ブラザー "Burazā") |

| 1. "A Hokage's Decision...!!" (火影としての覚悟...!! "Hokage to shite no kakugo...!!") 2. "Madara's True Worth!!" (マダラの真骨頂!! "Madara no shinkocchō!!") 3. "Sasuke vs. Danzo...!!" (サスケVSダンゾウ...!! "Sasuke VS Danzō...!!") 4. "Do Not Speak of Itachi" (イタチを語るな "Itachi o kataruna") 5. "Sasuke's Susano'o!!" (サスケの"須佐能乎"...!! "Sasuke no Susano'o...!!") 6. "The Izanagi" (イザナギ "Izanagi") 7. "Sacrifice" (犠牲 "Gisei") 8. "The Death of Danzo!!" (ダンゾウ死す!! "Danzō shisu!!") 9. "Just One More Time..." (もう一度... "Mō ichido...") 10. "Master and Student Reunited!!" (再びの師弟!! "Futatabi no shitei!!") |

| 1. "Cell Seven Reunion!!" (それぞれの第七班!! "Sorezore no Dainanahan!!") 2. "Near Yet Far" (近く...遠く... "Chikaku... Tōku...") 3. "Fists" (拳 "Kobushi") 4. "The Battle Begins...!!" (戦いの始まり...!! "Tatakai no hajimari...!!") 5. "Every Shinobi Village" (それぞれの里へ "Sorezore no sato e") 6. "Facing A Great Ninja War...!!" (忍界大戦へ向けて...!! "Ninkai taisen e mukete...!!") 7. "The Truth About Nine-Tails!!" (九尾の真実!! "Kyūbi no shinjitsu!!") 8. "The Jinchūriki, Detained!!" (人柱力監禁!! "Jinchūriki kankin!!") 9. "Salutations" (あいさつ "Aisatsu") 10. "Dark Naruto!!" (闇ナルト!! "Yami Naruto!!") 11. "Killer Bee and Motoi" (キラービーとモトイ "Kirābī to Motoi") |

| 1. "Dark Naruto, Defeated!!" (闇ナルト撃破!! "Yami Naruto gekiha!!") 2. "Reunion with Nine Tails!!" (再会九尾!! "Saikai Kyūbi!!") 3. "Nine Tails vs. Naruto!!" (九尾VSナルト!! "Kyūbi VS Naruto!!") 4. "My Ma's Red Hair" (母さんの赤い髪 "Kā-san no akai kami") 5. "A New Seal!!" (新たなる封印!! "Aratanaru fūin!!") 6. "The Birth of Naruto" (ナルトの出生 "Naruto no shusshō") 7. "Nine-Tails Attacks!!" (九尾襲来!! "Kyūbi shūrai!!") 8. "The Fourth Lord's Death Match!!" (四代目の死闘!! "Yondaime no shitō!!") 9. "Minato's Reaper Death Seal!!" (ミナトの屍鬼封尽!! "Minato no Shiki Fūjin!!") 10. "Thank You" (ありがとう "Arigatō") |

| 1. "Nine-Tails Chakra, Opened!!" (九尾チャクラ、開放!! "Kyūbi chakura, kaihō!!") 2. "Guy vs. Kisame!!" (ガイVS鬼鮫!! "Gai VS Kisame!!") 3. "A False Existence...!!" (偽りの存在...!! "Itsuwari no sonzai...!!") 4. "Shinobi Death Style" (忍の死に様 "Shinobi no shinizama") 5. "Viaduct to Peace" (平和への懸け橋 "Heiwa e no kakehashi") 6. "Forbidden Jutsu Shock!!" (まさかの禁術!! "Masaka no kinjutsu!!") 7. "We Shall Return" (帰ってこよう "Kaettekoyō") 8. "The Truth About Zetsu!!" (ゼツの真実!! "Zetsu no shinjitsu!!") 9. "Kabuto vs. Tsuchikage!!" (カブトVS土影!! "Kabuto VS Tsuchikage!!") 10. "Kabuto's Plan!!" (カブトの目論見!! "Kabuto no mokuromi!!") |

| 1. "The Great War Begins!" (大戦、開戦! "Taisen, Kaisen!") 2. "Gaara's Speech" (我愛羅の演説 "Gaara no enzetsu") 3. "Omoi's War!!" (オモイの「戦争」!! "Omoi no 'sensō'!!") 4. "Battle of the Commando Units!!" (奇襲部隊の攻防!! "Kishū butai no kōbō!!") 5. "The Biju Bomb" (尾獣玉 "Bijūdama") 6. "Secrets of the Edotensei" (穢土転生の秘密 "Edo Tensei no himitsu") 7. "The Main Regiment in Battle!!" (大連隊、戦闘開始!! "Dairentai, sentō kaishi!!") 8. "We Died." (死んだんだ "Shin danda") 9. "The Legendary Seven Swordsmen of the Mist!!" (伝説の忍刀七人衆!! "Densetsu no Shinobigatana Shichininshū!!") 10. "That Which Ought to be Protected" (守るべきもの "Mamorubekimono") |

| 1. "The Kage Resurrected!!" (影、復活!! "Kage, fukkatsu!!") 2. "D Unit's Battle Challenge!!" (激戦! ダルイ部隊!! "Gekisen! Darui butai!!") 3. "Forbidden Words" (NGワード "Enu Jī wādo") 4. "Transcendent Drab" (「だるい」を超えて "'Darui' o koete") 5. "Golden Bonds" (金色の絆 "Konjiki no kizuna") 6. "Choji's Decision" (チョウジの決意 "Chōji no ketsui") 7. "Team Asuma Reunited!" (再会、アスマ班! "Saikai, Asuma han!") 8. "Mifune vs. Hanzo, Decided!!" (ミフネVS半蔵、決着!! "Mifune VS Hanzō, ketchaku!!") 9. "A Time of Oaths" (誓いの時 "Chikai no toki") 10. "Farewell, Ino-Shika-Cho!!" (さらば猪鹿蝶!! "Saraba Inoshikachō!!") |

| 1. "Iruka's Impact (イルカの説得 "Iruka no settoku") 2. "Battle...!!" (ナルト戦場へ...!! "Naruto senjō e...!!") 3. "Toward Nightfall...!!" (夜へ...!! "Yoru e...!!") 4. "Cross-Examination" (詰問 "Kitsumon") 5. "Blood Night...!!" (血の夜...!! "Chi no yoru...!!") 6. "Madara's Scheme!!" (マダラの作戦!! "Madara no sakusen!!") 7. "Raikage vs. Naruto!?" (雷影VSナルト!?) 8. "The Secret Origin of the Ultimate Tag Team!!" (最強タッグ秘話!! "Saikyō taggu hiwa!!") 9. "Truer Words" (捨てられねェ言葉 "Suterarenē kotoba") 10. "Two Suns!!" (二つの太陽!! "Futatsu no taiyō!!") |

| 1. "The Immortal Corps" (不死身軍団!! "Fujimi gundan!!") 2. "Kage Showdown!!" (新旧影対決!! "Shinkyū Kage taiketsu!!") 3. "Valued Trasures!!" (価値あるもの!! "Kachi aru mono!!") 4. "Naruto vs. Itachi!!" (ナルトVSイタチ!!) 5. "Itachi's Question!!" (イタチの問い!! "Itachi no toi!!") 6. "Koto'Amatsukami" (別天神) 7. "Stop Nagato!!" (長門を止めろ!! "Nagato o tomero!!") 8. "To Be a Hokage...!!" (火影の条件...!! "Hokage no jōken...!!") 9. "The Battlefield!!" (主戦場到着!! "Shusenjō tōchaku!!") 10. "The Rasen-Shuriken Limit...!!" (螺旋手裏剣の限界...!! "Rasenshuriken no genkai...!!") 11. "Paradox" (矛盾 "Mujun") |

| 1. "Gaara vs. Mizukage!! (ガアラVS水影!!) 2. "Steam Imp!!" (蒸危暴威!! "Jōki Bōi!!") 3. "Kabuto's Trump Card...!!" (カブトの切り札...!! "Kabuto no kirifuda...!!") 4. "Reinforcements...!!" (増援到着...!! "Zōen tōchaku...!!") 5. "Uchiha Madara" (うちはマダラ) 6. "Power of a Name" (その名の力 "Sono na no chikara") 7. "Reclamation" (己を拾う場所 "Onore o hirou basho") 8. "The Five Kage...!!" (五影集結...!! "Gokage shūketsu...!!") 9. "Nobody" (誰でもない男 "Dare demo nai otoko") 10. "Jinchūriki vs. Jinchūriki!! (人柱力VS人柱力!!) |

| 1. "Eyes and Beasts" (眼と獣 "Me to kemono") 2. "Jinchūriki of Konoha" (木ノ葉の里の人柱力 "Konoha no sato no Jinchūriki") 3. "Four-Tails, the King of Sage Monkeys" (四尾・仙猿の王 "Yonbi: Sen'en no Ō") 4. "Proof of Will!" (意志の証明!! "Ishi no shōmei!!") 5. "Kurama!!" (九喇嘛!!) 6. "Biju Mode!!" (尾獣モード!! "Bijū Mōdo!!") 7. "Nine Names" (九つの名前 "Kokonotsu no namae") 8. "The Path to Light" (輝きへと続く道 "Kagayaki e to tsuzuku michi") 9. "Eyes That See In The Dark" (闇を見る眼 "Yami o miru me") 10. "A Will of Stone" (石の意志 "Ishi no ishi") |

| 1. "Signposts" (再会の道標 "Saikai no michishirube") 2. "Hate Blade" (憎しみの刃 "Nikushimi no yaiba") 3. "The Weak Point of Despair" (絶望の弱点!! "Zetsubō no jakuten!!") 4. "Uchiha Brothers United Front" (兄弟、共闘!! "Kyōdai, kyōtō!!") 5. "Brother Time" (兄弟の時間 "Kyōdai no jikan") 6. "To Each Their Own Konoha" (それぞれの木ノ葉 "Sorezore no Konoha") 7. "Nothing" (何も無い "Nani mo nai") 8. "Who Are You?" (これは誰だ "Kore wa dare da") 9. "Yakushi Kabuto" (薬師カブト) 10. "I am Me" (ボクがボクであるために "Boku ga boku de aru tame ni") 11. "The Izanami Activated" (イザナミ発動 "Izanami hatsudō") 12. "Nine O'clock" (9時になったら "Kuji ni nattara") |

| 1. "Burden of a Kage" (影を背負う "Kage o seou") 2. "Edotensei Jutsu, Release!" (穢土転生の術・解 "Edo Tensei no Jutsu: Kai") 3. "I Will Love You Always" (お前をずっと愛している "Omae o zutto aishiteiru") 4. "Risk" (リスク "Risuku") 5. "A Third Force" (第三勢力 "Daisan seiryoku") 6. "Orochimaru's Return" (復活の大蛇丸 "Fukkatsu no Orochimaru") 7. "The Progenitor" (祖たるもの "Sotarumono") 8. "The Crack" (皹 "Hibi") 9. "One Single Jutsu" (一つの術 "Hitotsu no jutsu") 10. "The Secret of Teleportation Ninjutsu (時空間忍術の秘密 "Jikūkan ninjutsu no himitsu") |

| 1. "Demolition!!" (粉砕!!!! "Funsai!!!!") 2. "Uchiha Obito" (うちはオビト) 3. "Why Not Sooner?" (なぜ今まで "Naze ima made") 4. "Obito and Madara" (オビトとマダラ "Obito to Madara") 5. "Alive" (生きている "Ikiteiru") 6. "Rehab" (リハビリ "Rihabiri") 7. "Reunion, and then..." (再会、そして "Saikai, soshite") 8. "Hell" (地獄 "Jigoku") 9. "World of Dreams" (夢の世界 "Yume no sekai") 10. "It Doesn't Matter to Me" (どうでもいいんだよ "Dōdemo iinda yo") |

| 1. "Kakashi's Resolve" (カカシの決意!! "Kakashi no ketsui!!") 2. "The End" (終わり "Owari") 3. "Ten Tails" (十尾 "Jūbi") 4. "The Arrival" (到着 "Tōchaku") 5. "The Allied Shinobi Forces Jutsu!!" (忍連合軍の術!! "Shinobi Rengōgun no Jutsu!!") 6. "The Brains" (頭 "Atama") 7. "Because of You" (お前に "Omae ni") 8. "The Ties That Bind" (繋がれるもの "Tsunagareru mono") 9. "Those Who Dance in the Shadows" (忍び舞う者たち "Shinobimau mono-tachi") 10. "Those Who Dance in the Shadows, Part 2" (忍び舞う者たち 其ノ弐 "Shinobimau mono-tachi - Sono ni") |

| 1. "The All-Knowing" (全てを知る者たち "Subete o shiru mono-tachi") 2. "A Clan Possessed by Evil" (悪に憑かれた一族 "Aku ni tsukareta ichizoku") 3. "Senju Hashirama" (千手柱間) 4. "Hashirama and Madara" (柱間とマダラ "Hashirama to Madara") 5. "It Reached" (届いた "Todoita") 6. "View" (一望 "Ichibō") 7. "Even" (相子 "Aiko") 8. "My True Dream" (本当の夢 "Hontō no yume") 9. "Hashirama and Madara, Part 2" (柱間とマダラ 其ノ弐 "Hashirama to Madara - Sono ni") 10. "Sasuke's Answer" (サスケの答え "Sasuke no kotae") |

| 1. "Here and Now, and Hereafter" (ここに、そしてこれから "Koko ni, Soshite kore kara") 2. "Hole" (風穴 "Kazaana") 3. "Something to Fill the Hole" (埋めるもの "Umeru mono") 4. "Cell Number 7" (第七班 "Dainanahan") 5. "A United Front" (共闘 "Kyōtō") 6. "Onward" (前へ "Mae e") 7. "The New Three" (新たなる三竦み "Aratanaru sansukumi") 8. "A New Wind" (新しい風 "Atarashii kaze") 9. "The Current Obito" (今のオビトを "Ima no Obito o") 10. "The Ten Tails' Jinchuriki" (十尾の人柱力 "Jūbi no Jinchūriki") |

| 1. "The Ten Tails' Jinchuriki, Obito" (十尾の人柱力・オビト "Jūbi no Jinchūriki: Obito") 2. "Assault" (襲 "Osou") 3. "Finally" (やっとだよ "Yatto da yo") 4. "You Two Are the Main Act!!" (君らがメインだ!! "Kimira ga Mein da!!") 5. "An Opening" (突破口 "Toppakō") 6. "Fist Bump" (合わせる拳...!! "Awaseru kobushi...!!") 7. "I Know" (分かってる "Wakatteru") 8. "Two Powers" (二つの力...!! "Futatsu no chikara...!!") 9. "Divine Tree" (神樹 Shinju) 10. "Regret" (後悔 "Kōkai") |

| 1. "A Shinobi's Dream!!" (忍の夢...!! "Shinobi no yume...!!") 2. "A Shinobi's Will" (忍の意志 "Shinobi no ishi") 3. "Those Who Shall Sleep" (眠るのは "Nemuru no wa") 4. "That Which Fills the Hole" (埋めたもの "Umeta mono") 5. "Naruto's Path" (ナルトの轍 "Naruto no wadachi") 6. "I'm Always Watching" (ちゃんと見てる "Chanto miteru") 7. "I'm Uchiha Obito" (うちはオビトだ "Uchiha Obito da") 8. "Path" (轍 "Wadachi") 9. "The Switch" (交代 "Kōtai") 10. "Uchiha Madara Returns" (うちはマダラ、参る "Uchiha Madara, Mairu") |

| 1. "Biju vs. Madara...!!" (尾獣VSマダラ...!! Bijū bāsasu Madara...!!") 2. "Limbo Hengoku" (輪墓・辺獄...!! "Rinbo: Hengoku...!!") 3. "One's True Heart" (裏の心 "Ura no kokoro") 4. "A Failed World" (失敗した世界 "Shippaishita sekai") 5. "A True Ending" (本当の終わり "Hontō no owari") 6. "No Matter What" (絶対に "Zettai ni") 7. "I'm His Father" (父親だから "Chichioya dakara") 8. "The Current Me" (今のオレは "Ima no ore wa") 9. "The Two Mangekyo" (2つの万華鏡 "Futatsu no Mangekyō") 10. "The End to Blue Days" (碧き日の終わり "Aoki hi no owari") 11. "The Start of a Crimson Spring" (紅き春の始まり "Akaki haru no hajimari") |

| 1. "The Eight Inner Gates Formation!!" (八門遁甲の陣...!! "Hachimon Tonkō no Jin...!!") 2. "He of the Beginning...!!" (始まりのもの...!! "Hajimari no mono...!!") 3. "Naruto and the Sage of Six Paths" (ナルトと六道仙人...!! "Naruto to Rikudō Sennin...!!") 4. "Night Guy!!" (夜ガイ...!! "Yagai...!!") 5. "WE Will...!!" (オレらで...!! "Orera de...!!") 6. "Sasuke's Rinnegan" (サスケの輪廻眼...!! "Sasuke no Rinnegan...!!") 7. "Your Current Dream" (今の夢 "Ima no yume") 8. "The Infinite Dream" (無限の夢 "Mugen no yume") 9. "The Infinite Tsukuyomi" (無限月読 "Mugen Tsukuyomi") 10. "My Will Is..." (オレノ意志ハ "Ore no ishi wa") 11. "She of the Beginning" (はじまりのもの "Hajimari no mono") |

| 1. "Once More" (もう一度 "Mō ichido") 2. "Kaguya's Tears" (カグヤの涙 "Kaguya no namida") 3. "Bet Ya Never Seen This" (見たことねーだろ "Mita koto nē daro") 4. "I Dreamt the Same Dream" (お前と同じ夢をみた "Omae to onaji yume o mita") 5. "We Ought to Kill Him" (殺しておくべきだ "Koroshiteokubeki da") 6. "All That I've Got!" (ありったけの...!! "Arittake no...!!") 7. "Bequeath and Inherit" (残せし者と継ぎし者 "Nokoseshi mono to tsugishi mono") 8. "You Better" (お前は必ず "Omae wa kanarazu") 9. "He of the Sharingan!!" (写輪眼の...!! "Sharingan no...!!") 10. "I Love You Guys" (大好きだ "Daisuki da") 11. "Ninja History" (忍者の...!! "Ninja no...!!") |

| 1. "Congratulations" (おめでとう "Omedetō") 2. "Revolution" (革命 "Kakumei") 3. "Here Once Again" (ここでまた "Koko de mata") 4. "Naruto and Sasuke, Part 1" (ナルトとサスケ① "Naruto to Sasuke (1)") 5. "Naruto and Sasuke, Part 2" (ナルトとサスケ② "Naruto to Sasuke (2)") 6. "Naruto and Sasuke, Part 3" (ナルトとサスケ③ "Naruto to Sasuke (3)") 7. "Naruto and Sasuke, Part 4" (ナルトとサスケ④ "Naruto to Sasuke (4)") 8. "Naruto and Sasuke, Part 5" (ナルトとサスケ⑤ "Naruto to Sasuke (5)") 9. "Unison Sign" (和解の印 "Wakai no in") 10. "Uzumaki Naruto!!" (うずまきナルト!!) |